# 奧爾登鎮區 (明尼蘇達州聖路易斯縣)
奧爾登鎮區（英語：Alden Township）是位於美國明尼蘇達州聖路易斯縣的一個行政鎮區。

## 地方資料
奧爾登鎮區的面積為92.51平方千米，當中陸地面積為92.28平方千米，而水域面積為0.23平方千米。根據2020年美國人口普查的數據，當地共有人口196人，而人口密度為每平方千米2.12人。